# Lomatogonium forrestii
Lomatogonium forrestii är en gentianaväxtart som först beskrevs av I. B. Balf., och fick sitt nu gällande namn av Merritt Lyndon Fernald. Lomatogonium forrestii ingår i släktet stjärngentianor, och familjen gentianaväxter.

## Underarter
Arten delas in i följande underarter:
- L. f. bonatianum
- L. f. densiflorum